# 문화창고
문화창고는 대한민국의 연예기획사이자 방송 제작사이다. 본사는 서울특별시 용산구 이태원로27길 39-15 (이태원동)에 있다.

## 현재 소속 연예인

### 타방송사
푸른 바다의 전설
사랑의 불시착

### 작가
- 박지은

## 과거 소속 연예인

### 배우
- 박민영
- 조정석
- 수현
- 고소영
- 윤지민
- 전지현
- 서지혜
- 김소현
- 윤지온
- 한동호